# Herme Medina Agüero
Hermenegildo Medina Agüero (Pilar, 13 de abril de 1944-ib., 11 de junio de 2016), conocido mayormente como Herme Medina Agüero; fue un poeta, cantor, arpista, orador e intérprete paraguayo. Opositor al régimen de Alfredo Stroessner y autor de más de 120 obras poéticas, es considerado uno de los representantes del folclore del Departamento de Ñeembucú, recibiendo en 2006 un reconocimiento como escritor destacado por parte de autoridades del Mercosur.

## Biografía

### Infancia y juventud
Nació en la 6° Compañía Medina, distrito de Pilar (República del Paraguay), el 13 de abril de 1944; es el tercer hijo de Feliciano Medina Álvarez y Atanacia de Jesús Agüero Falcón. A los 7 años de edad, ingresó en la Escuela Superior N.º 190, hoy Centro Educativo N.º 5 de la compañía Medina, hasta finalizar la primaria. Su último profesor fue el Prof. Tito Arsacio Benítez. Ocupó el primer puesto en aplicación educativa, obteniendo un total de 107 puntos y un término medio de 8.
A los 17 años se presentó voluntariamente tres meses antes del reclutamiento para el servicio militar obligatorio en el cuartel del Batallón 40, hoy Batallón Fronterizo N.º 1. Durante su permanencia en la unidad mostró muy buen comportamiento, por lo que fue ascendido a Cabo 2° orden del día No. 87 el 10 de abril de 1963, y a Cabo 1° por orden del día N.º 239 en fecha 11 de octubre de 1963, «por mérito a su disciplina, dedicación al trabajo y amor a la responsabilidad», según consta en su hoja de servicio militar obligatorio.
Comenzó a trabajar en la empresa Manufactura de Pilar S.A. el 4 de junio de 1964. Después de vivir en su propia casa se casó con Gregoria Mancuello Ozuna el sábado 28 de diciembre de 1968. Fruto del matrimonio fueron cinco hijos, tres mujeres y dos varones. Durante su permanencia en la empresa Manufactura Pilar S.A. ocupó el cargo de Delegado de Sección en varias ocasiones. Recibió pergaminos y medallas de plata como agradecimiento a lo desempeñado por él en 30 años. Realizó su retiro voluntario de la empresa el 8 de diciembre de 1995, completando el tiempo de trabajo de 31 años, 6 meses y 5 días dentro de la empresa.

### Vida política y artística
Opositor a la dictadura militar de Alfredo Stroessner, se afilió al Partido Liberal Radical Auténtico. Como primera actividad política, ocupó en cargo de secretario del subcomité del Barrio Obrero, luego presidente del mismo barrio y posteriormente miembro del Comité de Pilar, ocupando el cargo de tesorero. Fue uno de los Fundadores del movimiento Ko’ẽju Hovy, fundado en el año 1987. Dirigió un programa radial denominado Poteĩ Ára Hovy juntamente con los compañeros Jorge Sánchez Villa, Alba Valenzuela, Hugo Villalba, Ludmina Riveros de Sánchez, Juana Delgado, y Víctor Ríos Ojeda. Posteriormente, el programa fue denominado Ko’ẽju Hovy, continuando con la participación de Herme Medina Agüero hasta el mes de diciembre del año 1995. Desde esa fecha se alejó de las actividades políticas por un trastorno cardiovascular.
Como ejecutante de arpa paraguaya y guitarra, poeta, cantor, y orador. Desde el año 1964 comenzó a escribir poesías en guaraní y en castellano totalizando más de 120 obras poéticas, de las cuales algunas fueron grabadas: Llorando sin consuelo, Aju romomaiteívo, Rubita de ojos azules, etc. También dirigió el programa radial Maitei Okaraguápe durante 4 años por Zp 12 Radio Carlos Antonio López de Pilar, Paraguay. Participó en el Primer Congreso Internacional de Lengua Guaraní, en Pilar, y el 6 de diciembre de 2014 con el auspicio del Ateneo de Lengua y Cultura Guaraní y con presencia de la Municipalidad de Humaitá, participó en el Segundo Congreso Internacional de Lengua Guaraní, en Humaitá.

### Muerte
Herme Medina Agüero falleció el día sábado 11 de junio del año 2016 a causa de complicaciones con el cáncer de próstata, enfermedad que padecía años. Posterior a su defunción, terminó siendo conmemorado por la Asociación De Músicos Pilarenses. Actualmente, sus obras siguen siendo transmitidas a través de las emisoras nacionales y difundidas por internet.